# حكومة أحمد داود أوغلو الثالثة
حكومة أحمد داوود أوغلو الثالثة أو حكومة الجمهورية التركية الـ64 (بالتركية: Türkiye Cumhuriyeti 64. Hükümeti) هي الحكومة الرابعة والستين في الجمهورية التركية التي شكلها حزب العدالة والتنمية برئاسة أحمد داود أوغلو. وقد فاز الحزب باغلبية البرلمان التركي في الانتخابات العامة التي جرت في نوفمبر 2015 بعدد 317 مقعد، ونسبة 49% من التصويت.
وبناءً على الدستور تم دعوة احمد داود أغلو لتشكيل الحكومة كرئيس للحزب الفائز بأغلبية الاصوات في البرلمان من رئيس الجمهورية. واستمرت الحكومة بالعمل إلى 22 مايو 2016 حيث استقال أحمد داود اوغلو من رئاسة الحكومة ومن رئاسة الحزب وعليه تم تعيين بن علي يلدرم في رئاسة الحزب وتم تشكيل الحكومة الجديدة.

## التشكيلة
| المنصب                                                                    | الاسم          | الاسم              | البداية        | النهاية      |
| ------------------------------------------------------------------------- | -------------- | ------------------ | -------------- | ------------ |
| رئيس الوزراء Başbakan                                                     |                | أحمد داوود أوغلو   | 28 أغسطس 2014  | 24 مايو 2016 |
| نائب رئيس الوزراء Başbakan Yardımcısı                                     |                | يلتجين أكدوغان     | 24 نوفمبر 2015 | 24 مايو 2016 |
| نائب رئيس الوزراء Başbakan Yardımcısı                                     |                | نعمان كورتولموش    | 24 نوفمبر 2015 | 24 مايو 2016 |
| نائب رئيس الوزراء Başbakan Yardımcısı                                     |                | توغرول توركش       | 24 نوفمبر 2015 | 24 مايو 2016 |
| نائب رئيس الوزراء Başbakan Yardımcısı                                     |                | لطفي إلفان         | 24 نوفمبر 2015 | 24 مايو 2016 |
| نائب رئيس الوزراء Başbakan Yardımcısı                                     |                | محمد شيمشك         | 24 نوفمبر 2015 | 24 مايو 2016 |
| وزير الشؤون الخارجية Dışişleri Bakanı                                     |                | مولود تشاويش أوغلو | 24 نوفمبر 2015 | 24 مايو 2016 |
| وزير الداخلية İçişleri Bakanı                                             |                | أفكان آلا          | 24 نوفمبر 2015 | 24 مايو 2016 |
| وزير المالية Maliye Bakanı                                                |                | ناجي آغابي         | 24 نوفمبر 2015 | 24 مايو 2016 |
| وزير العدل Adalet Bakanı                                                  |                | بكر بوزداغ         | 24 نوفمبر 2015 | 24 مايو 2016 |
| وزير الطاقة والموارد الطبيعية Enerji ve Tabii Kaynaklar Bakanı            |                | بيرات البيرق       | 24 نوفمبر 2015 | 24 مايو 2016 |
| وزير الأغذية والزراعة والثروة الحيوانية Gıda, Tarım ve Hayvancılık Bakanı |                | فاروق جيليك        | 24 نوفمبر 2015 | 24 مايو 2016 |
| وزير الثقافة والسياحة Kültür ve Turizm Bakanı                             |                | ماهر أونال         | 24 نوفمبر 2015 | 24 مايو 2016 |
| وزير الصحة Sağlık Bakanı                                                  |                | محمد موزن أوغلو    | 24 نوفمبر 2015 | 24 مايو 2016 |
| وزير التربية الوطنية Millî Eğitim Bakanı                                  |                | نبي أفشي           | 24 نوفمبر 2015 | 24 مايو 2016 |
| وزير الدفاع الوطني Millî Savunma Bakanı                                   |                | عصمت يلماز         | 24 نوفمبر 2015 | 24 مايو 2016 |
| وزير العلوم والصناعة والتكنولوجيا Bilim, Sanayi ve Teknoloji Bakanı       |                | فكري إيشيك         | 24 نوفمبر 2015 | 24 مايو 2016 |
| وزير العمل والضمان الاجتماعي Çalışma ve Sosyal Güvenlik Bakanı            |                | سليمان صويلو       | 24 نوفمبر 2015 | 24 مايو 2016 |
| وزير النقل والبحرية والاتصالات Ulaştırma, Denizcilik ve Haberleşme Bakanı |                | بن علي يلدرم       | 24 نوفمبر 2015 | 24 مايو 2016 |
| وزير السياسة الاجتماعية والأسرة Aile ve Sosyal Politikalar Bakanı         |                | سيما رمضان أوغلو   | 24 نوفمبر 2015 | 24 مايو 2016 |
| وزير شؤون الاتحاد الأوروبي Avrupa Birliği Bakanı                          |                | فولكان بوزكر       | 24 نوفمبر 2015 | 24 مايو 2016 |
| وزير الاقتصاد Ekonomi Bakanı                                              | Mustafa Elitaş | مصطفى إليطاش       | 24 نوفمبر 2015 | 24 مايو 2016 |
| وزير الشباب والرياضة Gençlik ve Spor Bakanı                               |                | عاكف شاغاتاي كلتش  | 24 نوفمبر 2015 | 24 مايو 2016 |
| وزير التنمية Kalkınma Bakanı                                              |                | جودت يلماز         | 24 نوفمبر 2015 | 24 مايو 2016 |
| وزير الجمارك والتجارة Gümrük ve Ticaret Bakanı                            |                | بولنت توفنكجي      | 24 نوفمبر 2015 | 24 مايو 2016 |
| وزير البيئة والتخطيط العمراني Çevre ve Şehircilik Bakanı                  |                | فاطمة ساري         | 24 نوفمبر 2015 | 24 مايو 2016 |
| وزير الغابات وإدارة المياه Orman ve Su İşleri Bakanı                      |                | فيصل إيروغلو       | 24 نوفمبر 2015 | 24 مايو 2016 |